# Cyrtandra beamanii
Cyrtandra beamanii là một loài thực vật có hoa trong họ Tai voi. Loài này được B.L.Burtt mô tả khoa học đầu tiên năm 1990.
mc
403
nn
youe
nshq wq
djh
ccq
jqn